# Comuna Horbuliv, Cerneahiv
Horbuliv (în ucraineană Горбулівська сільська рада) este o comună în raionul Cerneahiv, regiunea Jîtomîr, Ucraina, formată din satele Horbuliv (reședința) și Naumenka.

## Demografie
Componența lingvistică a comunei Horbuliv
     Ucraineană (98,45%)
     Rusă (1,33%)
     Alte limbi (0,11%)
Conform recensământului din 2001, majoritatea populației comunei Horbuliv era vorbitoare de ucraineană (98,45%), existând în minoritate și vorbitori de rusă (1,33%).